# Башкирское
Башкирское — село в Половинском районе Курганской области. Административный центр и единственный населённый пункт Башкирского сельсовета.

## География
Расположено у одноимённого озёра.

## История
До 1917 года центр Башкирской волости Курганского уезда Тобольской губернии. По данным на 1926 год состояло из 263 хозяйств. В административном отношении являлась центром Башкирского сельсовета Половинского района Курганского округа Уральской области.

## Население
| 1989 | 2002 | 2010 | 2012 | 2013 | 2014 | 2015 |
| ---- | ---- | ---- | ---- | ---- | ---- | ---- |
| 972  | ↘859 | ↘608 | ↘593 | ↘558 | ↘538 | ↘510 |
| 2016 | 2017 | 2018 | 2019 | 2020 |      |      |
| ↘504 | ↗506 | ↗508 | ↘494 | ↘488 |      |      |

По данным переписи 1926 года в селе проживало 1135 человек (540 мужчин и 595 женщин), в том числе: русские составляли 98 % населения.